# Cacodaemon tuberifer
Cacodaemon tuberifer es una especie de coleóptero de la familia Endomychidae.

## Distribución geográfica
Habita en Borneo y Sarawak.